# Las Milpitas
Las Milpitas är en ort i Mexiko.   Den ligger i kommunen Dolores Hidalgo och delstaten Guanajuato, i den centrala delen av landet, 260 km nordväst om huvudstaden Mexico City. Las Milpitas ligger 2 072 meter över havet och antalet invånare är 133.
Terrängen runt Las Milpitas är kuperad åt sydväst, men åt nordost är den platt. Runt Las Milpitas är det ganska tätbefolkat, med 239 invånare per kvadratkilometer. Närmaste större samhälle är San Martín de Terreros, 5,0 km sydost om Las Milpitas. I omgivningarna runt Las Milpitas växer huvudsakligen savannskog.